# Вім Лагендал
Віллем "Вім" Лагендал (нід. Willem "Wim" Lagendaal, 13 квітня 1909, Роттердам — 6 березня 1987) — нідерландський футболіст, що грав на позиції нападника за клуб «Ксеркс-ДЗБ», а також національну збірну Нідерландів.

## Клубна кар'єра
У футболі дебютував 1929 року виступами за команду «Ксеркс-ДЗБ», кольори якої і захищав протягом усієї своєї кар'єри гравця. 

## Виступи за збірну
1930 року дебютував в офіційних матчах у складі національної збірної Нідерландів. Протягом кар'єри у національній команді, яка тривала 6 років, провів у її формі 15 матчів, забивши 13 голів.
Був присутній в заявці збірної на чемпіонаті світу 1934 року в Італії, але на поле не виходив.
Помер 6 березня 1987 року на 78-му році життя.